# Pokédex de Johto
Aquesta és una llista de tots els Pokémon que apareixen a Pokémon Gold, Silver i Crystal, en l'ordre en què apareixen a la Pokédex de Johto.

## Pokédex Johto
Llista:
- 001 Chikorita
- 002 Bayleef
- 003 Meganium
- 004 Cyndaquil
- 005 Quilava
- 006 Typhlosion
- 007 Totodile
- 008 Croconaw
- 009 Feraligatr
- 010 Pidgey
- 011 Pidgeotto
- 012 Pidgeot
- 013 Spearow
- 014 Fearow
- 015 Hoothoot
- 016 Noctowl
- 017 Rattata
- 018 Raticate
- 019 Sentret
- 020 Furret
- 021 Pichu
- 022 Pikachu
- 023 Raichu
- 024 Caterpie
- 025 Metapod
- 026 Butterfree
- 027 Weedle
- 028 Kakuna
- 029 Beedrill
- 030 Ledyba
- 031 Ledian
- 032 Spinarak
- 033 Ariados
- 034 Geodude
- 035 Graveler
- 036 Golem
- 037 Zubat
- 038 Golbat
- 039 Crobat
- 040 Cleffa
- 041 Clefairy
- 042 Clefable
- 043 Igglybuff
- 044 Jigglypuff
- 045 Wigglytuff
- 046 Togepi
- 047 Togetic
- 048 Sandshrew
- 049 Sandslash
- 050 Ekans
- 051 Arbok
- 052 Dunsparce
- 053 Mareep
- 054 Flaaffy
- 055 Ampharos
- 056 Wooper
- 057 Quagsire
- 058 Gastly
- 059 Haunter
- 060 Gengar
- 061 Unown
- 062 Onix
- 063 Steelix
- 064 Bellsprout
- 065 Weepinbell
- 066 Victreebel
- 067 Hoppip
- 068 Skiploom
- 069 Jumpluff
- 070 Paras
- 071 Parasect
- 072 Poliwag
- 073 Poliwhirl
- 074 Poliwrath
- 075 Politoed
- 076 Magikarp
- 077 Gyarados
- 078 Goldeen
- 079 Seaking
- 080 Slowpoke
- 081 Slowbro
- 082 Slowking
- 083 Oddish
- 084 Gloom
- 085 Vileplume
- 086 Bellossom
- 087 Drowzee
- 088 Hypno
- 089 Abra
- 090 Kadabra
- 091 Alakazam
- 092 Ditto
- 093 Pineco
- 094 Forretress
- 095 Nidoran♀
- 096 Nidorina
- 097 Nidoqueen
- 098 Nidoran♂
- 099 Nidorino
- 100 Nidoking
- 101 Yanma
- 102 Sunkern
- 103 Sunflora
- 104 Exeggcute
- 105 Exeggutor
- 106 Sudowoodo
- 107 Wobbuffet
- 108 Venonat
- 109 Venomoth
- 110 Scyther
- 111 Scizor
- 112 Pinsir
- 113 Heracross
- 114 Koffing
- 115 Weezing
- 116 Grimer
- 117 Muk
- 118 Magnemite
- 119 Magneton
- 120 Voltorb
- 121 Electrode
- 122 Aipom
- 123 Snubbull
- 124 Granbull
- 125 Vulpix
- 126 Ninetales
- 127 Growlithe
- 128 Arcanine
- 129 Stantler
- 130 Marill
- 131 Azumarill
- 132 Diglett
- 133 Dugtrio
- 134 Mankey
- 135 Primeape
- 136 Meowth
- 137 Persian
- 138 Psyduck
- 139 Golduck
- 140 Machop
- 141 Machoke
- 142 Machamp
- 143 Tyrogue
- 144 Hitmonlee
- 145 Hitmonchan
- 146 Hitmontop
- 147 Girafarig
- 148 Tauros
- 149 Miltank
- 150 Magby
- 151 Magmar
- 152 Smoochum
- 153 Jynx
- 154 Elekid
- 155 Electabuzz
- 156 Mr. Mime
- 157 Smeargle
- 158 Farfetch'd
- 159 Natu
- 160 Xatu
- 161 Qwilfish
- 162 Tentacool
- 163 Tentacruel
- 164 Krabby
- 165 Kingler
- 166 Shuckle
- 167 Staryu
- 168 Starmie
- 169 Shellder
- 170 Cloyster
- 171 Corsola
- 172 Remoraid
- 173 Octillery
- 174 Chinchou
- 175 Lanturn
- 176 Seel
- 177 Dewgong
- 178 Lickitung
- 179 Tangela
- 180 Eevee
- 181 Vaporeon
- 182 Jolteon
- 183 Flareon
- 184 Espeon
- 185 Umbreon
- 186 Horsea
- 187 Seadra
- 188 Kingdra
- 189 Gligar
- 190 Delibird
- 191 Swinub
- 192 Piloswine
- 193 Teddiursa
- 194 Ursaring
- 195 Phanpy
- 196 Donphan
- 197 Mantine
- 198 Skarmory
- 199 Doduo
- 200 Dodrio
- 201 Ponyta
- 202 Rapidash
- 203 Cubone
- 204 Marowak
- 205 Kangaskhan
- 206 Rhyhorn
- 207 Rhydon
- 208 Murkrow
- 209 Houndour
- 210 Houndoom
- 211 Slugma
- 212 Magcargo
- 213 Sneasel
- 214 Misdreavus
- 215 Porygon
- 216 Porygon2
- 217 Chansey
- 218 Blissey
- 219 Lapras
- 220 Omanyte
- 221 Omastar
- 222 Kabuto
- 223 Kabutops
- 224 Aerodactyl
- 225 Snorlax
- 226 Bulbasaur
- 227 Ivysaur
- 228 Venusaur
- 229 Charmander
- 230 Charmeleon
- 231 Charizard
- 232 Squirtle
- 233 Wartortle
- 234 Blastoise
- 235 Articuno
- 236 Zapdos
- 237 Moltres
- 238 Raikou
- 239 Entei
- 240 Suicune
- 241 Dratini
- 242 Dragonair
- 243 Dragonite
- 244 Larvitar
- 245 Pupitar
- 246 Tyranitar
- 247 Lugia
- 248 Ho-Oh
- 249 Mewtwo
- 250 Mew
- 251 Celebi